# Ricart-España

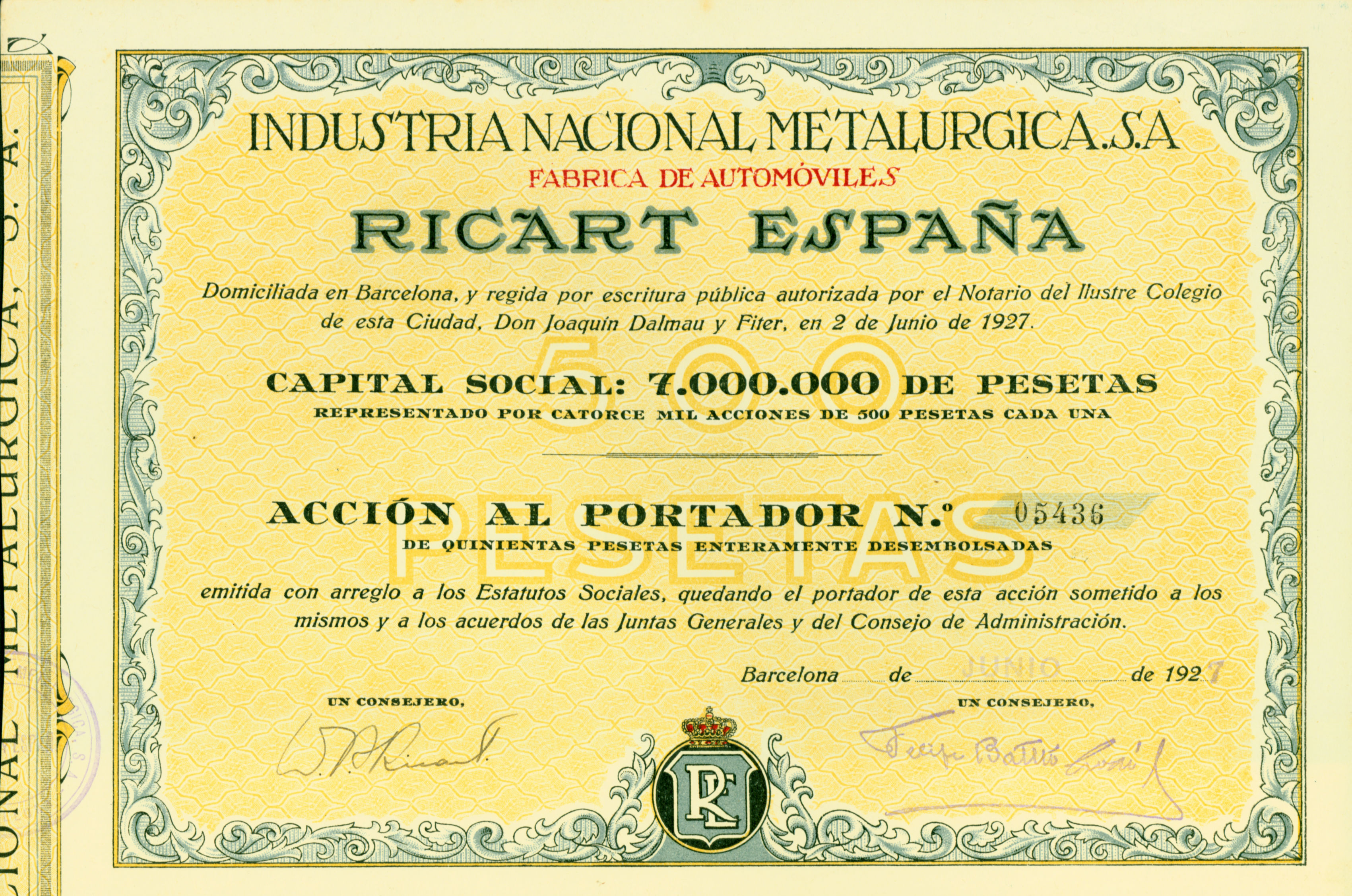
Aktie von Industria Nacional Metalúrgica vom Juni 1927

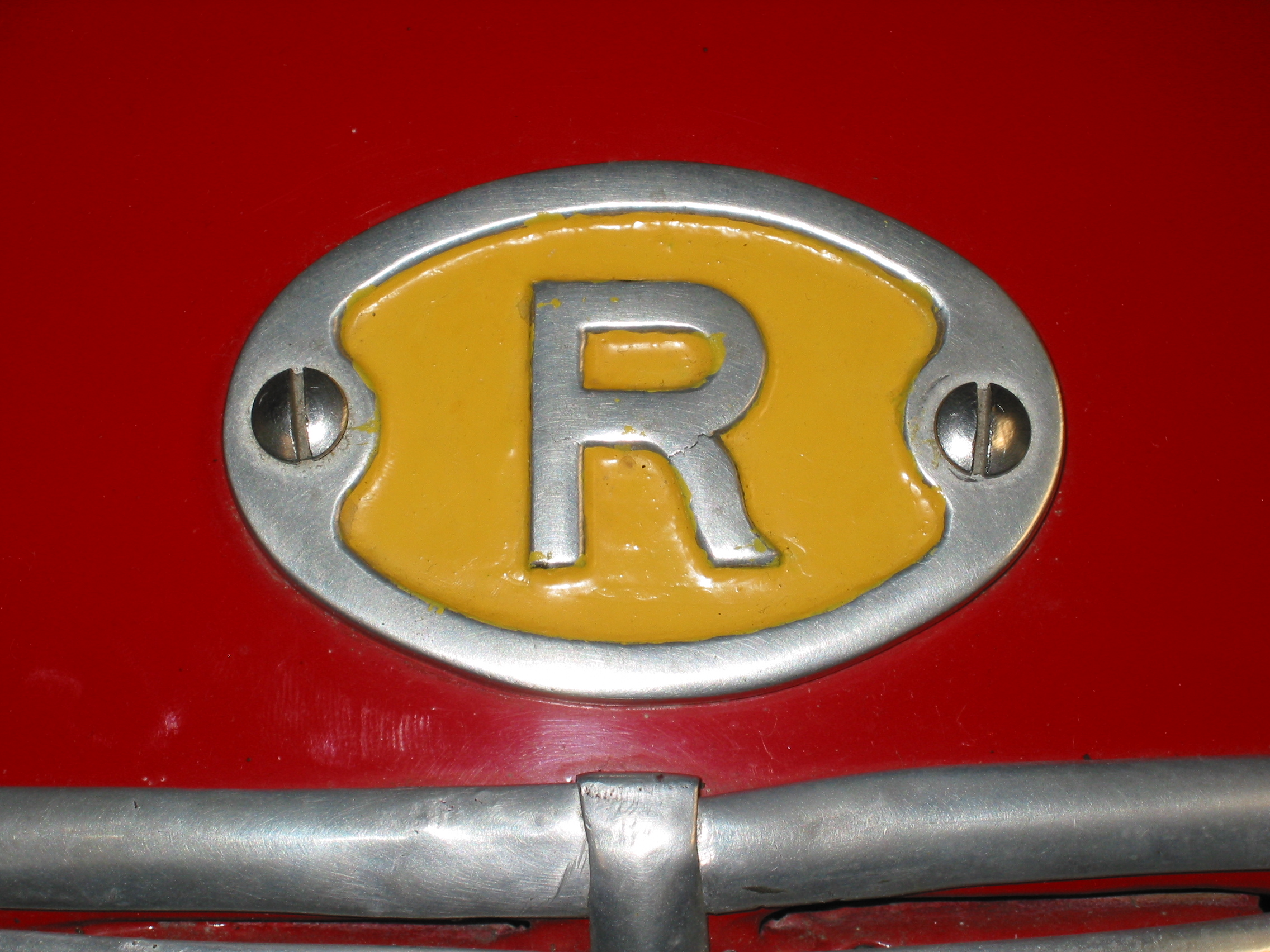
Emblem von Ricart-España

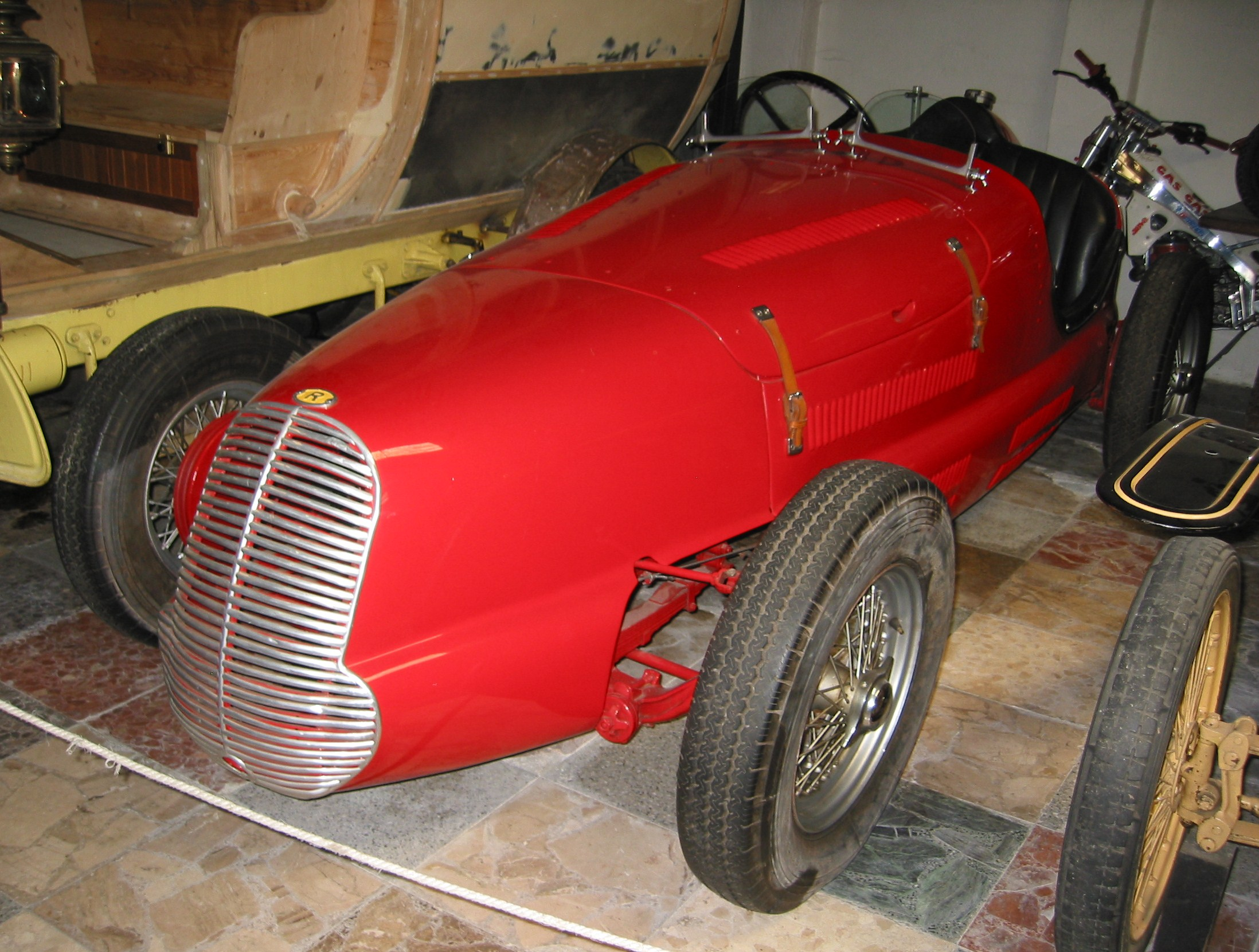
Ricart-España von 1929

Ricart-España war eine spanische Automarke.

## Unternehmensgeschichte
Das Unternehmen Industria Nacional Metalúrgica wurde 1927 in Barcelona zur Produktion von Automobilen gegründet. Die Firmengründer waren Wifredo Ricart, der zuvor das Unternehmen Ricart führte, und Felipe Batlló y Godó, der vorher Automóviles España leitete. 1929 wurde die Produktion eingestellt.

## Fahrzeuge
Es wurde ein Sechszylindermodell mit 2400 cm³ Hubraum als Limousine und Cabriolet produziert. Außerdem gab es einen Rennwagen.
Ein Fahrzeug dieser Marke ist im Automuseum Collecció d’Automòbils de Salvador Claret in Sils zu besichtigen.